# Herodes Filipo I
Herodes Filipo I, Herodes II o Herodes Boeto (27 a. C.-33/34 d. C.), hijo de Herodes I el Grande y de Mariamna II, hija del sumo sacerdote Simón ben Boethus. Fue el primer marido de Herodías, que después se divorció de él, contra lo prescrito por la ley judía, para casarse con su medio hermano Herodes Antipas. De su unión con Herodías nacería Salomé, famosa por su relato bíblico relacionado con la decapitación de Juan el Bautista y que contraería matrimonio con Herodes Filipo II, tetrarca de Iturea y Traconítida y medio hermano de su padre, Herodes Filipo I.
Flavio Josefo no menciona su apodo de Filipo, pero se considera que se trata del mismo personaje, y no de su hermano Herodes Filipo II (Herodes el Tetrarca), gobernante de las regiones de Iturea y Traconítida, a quien designan los evangelios con el nombre Filipo.

## Vida y matrimonio
La ejecución por parte de Herodes el Grande de sus dos hijos nacidos de su esposa asmonea Mariamne, Alejandro y Aristóbulo IV en el año 7 a. C., dejó a la hija de este último, Herodías, huérfana y menor de edad. Herodes la prometió a Herodes II, su medio tío, y su conexión con el linaje asmoneo apoyó el derecho de su nuevo marido a suceder a su padre.

Como informa Josefo en Antigüedades Judías (Libro XVIII, Capítulo 5, 4):
Herodías, [...], estaba casada con Herodes, el hijo de Herodes el Grande con Mariamne, la hija de Simón el Sumo Sacerdote. [Herodes II y Herodías] tuvieron una hija,  Salomé...
Esto provocó la oposición al matrimonio de Antípatro II, hijo mayor de Herodes el Grande, por lo que Herodes degradó a Herodes II a segundo en la línea sucesoria. La ejecución de Antípatro en el año 4 a. C. por conspirar para envenenar a su padre parecía dejar a Herodes II, ahora el hijo mayor superviviente de Herodes el Grande, como primero en la línea sucesoria, pero el conocimiento por parte de su madre del complot del veneno, y el fracaso en detenerlo, hizo que fuera retirado de esta posición en el testamento de Herodes I pocos días antes de morir. Herodes II vivió en Roma con Herodías como ciudadano privado y, por tanto, sobrevivió a las purgas de su padre en el lecho de muerte. Herodes Antipas y sus otros medio hermanos restantes se repartieron la Judea entre ellos.

## Divorcio
Herodías se casó más tarde con el medio hermano de Herodes II, Herodes Antipas. Según Josefo:
Herodías se encargó de confundir las leyes de nuestro país, y se divorció de su marido mientras vivía, y se casó con Herodes Antipas
.
|                                 |                                 |                                 |                                 |                                 |                                 |  |  |                                              |                                              |                                              |                                              |                                              |                                              |  |  | Antípatro el Idumeo procurador de Judea            |                                                    |                                                    |                                                    |                                                    |                                                    |  |  |                                                  |                                                  |                                                  |                                                  |                                                  |                                                  |  |  |                                               |                                               |                                               |                                               |                                               |                                               |  |  |                                                 |                                                 |                                                 |                                                 |                                                 |                                                 |  |  |                                                        |                                                        |                                                        |                                                        |                                                        |                                                        |  |  |  |  |  |  |  |  |  |  |  |  |  |  |  |  |  |  |  |  |  |  |  |  |  |  |
|                                 |                                 |                                 |                                 |                                 |                                 |  |  |                                              |                                              |                                              |                                              |                                              |                                              |  |  |                                                    |                                                    |                                                    |                                                    |                                                    |                                                    |  |  |                                                  |                                                  |                                                  |                                                  |                                                  |                                                  |  |  |                                               |                                               |                                               |                                               |                                               |                                               |  |  |                                                 |                                                 |                                                 |                                                 |                                                 |                                                 |  |  |                                                        |                                                        |                                                        |                                                        |                                                        |                                                        |  |  |  |  |  |  |  |  |  |  |  |  |  |  |  |  |  |  |  |  |  |  |  |  |  |  |
|                                 |                                 |                                 |                                 |                                 |                                 |  |  |                                              |                                              |                                              |                                              |                                              |                                              |  |  |                                                    |                                                    |                                                    |                                                    |                                                    |                                                    |  |  |                                                  |                                                  |                                                  |                                                  |                                                  |                                                  |  |  |                                               |                                               |                                               |                                               |                                               |                                               |  |  |                                                 |                                                 |                                                 |                                                 |                                                 |                                                 |  |  |                                                        |                                                        |                                                        |                                                        |                                                        |                                                        |  |  |  |  |  |  |  |  |  |  |  |  |  |  |  |  |  |  |  |  |  |  |  |  |  |  |
|                                 |                                 |                                 |                                 |                                 |                                 |  |  | 1.Doris 2.Mariamne I 3.Mariamne II 4.Maltace | 1.Doris 2.Mariamne I 3.Mariamne II 4.Maltace | 1.Doris 2.Mariamne I 3.Mariamne II 4.Maltace | 1.Doris 2.Mariamne I 3.Mariamne II 4.Maltace | 1.Doris 2.Mariamne I 3.Mariamne II 4.Maltace | 1.Doris 2.Mariamne I 3.Mariamne II 4.Maltace |  |  | Herodes I el Grande rey de Judea                   | Herodes I el Grande rey de Judea                   | Herodes I el Grande rey de Judea                   | Herodes I el Grande rey de Judea                   | Herodes I el Grande rey de Judea                   | Herodes I el Grande rey de Judea                   |  |  | 5.Cleopatra de Jerusalén 6.Palas 7.Fedra 8.Elpis | 5.Cleopatra de Jerusalén 6.Palas 7.Fedra 8.Elpis | 5.Cleopatra de Jerusalén 6.Palas 7.Fedra 8.Elpis | 5.Cleopatra de Jerusalén 6.Palas 7.Fedra 8.Elpis | 5.Cleopatra de Jerusalén 6.Palas 7.Fedra 8.Elpis | 5.Cleopatra de Jerusalén 6.Palas 7.Fedra 8.Elpis |  |  | Fasael gobernador de Jerusalén                | Fasael gobernador de Jerusalén                | Fasael gobernador de Jerusalén                | Fasael gobernador de Jerusalén                | Fasael gobernador de Jerusalén                | Fasael gobernador de Jerusalén                |  |  |                                                 |                                                 |                                                 |                                                 |                                                 |                                                 |  |  |                                                        |                                                        |                                                        |                                                        |                                                        |                                                        |  |  |  |  |  |  |  |  |  |  |  |  |  |  |  |  |  |  |  |  |  |  |  |  |  |  |
|                                 |                                 |                                 |                                 |                                 |                                 |  |  | 1.Doris 2.Mariamne I 3.Mariamne II 4.Maltace | 1.Doris 2.Mariamne I 3.Mariamne II 4.Maltace | 1.Doris 2.Mariamne I 3.Mariamne II 4.Maltace | 1.Doris 2.Mariamne I 3.Mariamne II 4.Maltace | 1.Doris 2.Mariamne I 3.Mariamne II 4.Maltace | 1.Doris 2.Mariamne I 3.Mariamne II 4.Maltace |  |  | Herodes I el Grande rey de Judea                   | Herodes I el Grande rey de Judea                   | Herodes I el Grande rey de Judea                   | Herodes I el Grande rey de Judea                   | Herodes I el Grande rey de Judea                   | Herodes I el Grande rey de Judea                   |  |  | 5.Cleopatra de Jerusalén 6.Palas 7.Fedra 8.Elpis | 5.Cleopatra de Jerusalén 6.Palas 7.Fedra 8.Elpis | 5.Cleopatra de Jerusalén 6.Palas 7.Fedra 8.Elpis | 5.Cleopatra de Jerusalén 6.Palas 7.Fedra 8.Elpis | 5.Cleopatra de Jerusalén 6.Palas 7.Fedra 8.Elpis | 5.Cleopatra de Jerusalén 6.Palas 7.Fedra 8.Elpis |  |  | Fasael gobernador de Jerusalén                | Fasael gobernador de Jerusalén                | Fasael gobernador de Jerusalén                | Fasael gobernador de Jerusalén                | Fasael gobernador de Jerusalén                | Fasael gobernador de Jerusalén                |  |  |                                                 |                                                 |                                                 |                                                 |                                                 |                                                 |  |  |                                                        |                                                        |                                                        |                                                        |                                                        |                                                        |  |  |  |  |  |  |  |  |  |  |  |  |  |  |  |  |  |  |  |  |  |  |  |  |  |  |
|                                 |                                 |                                 |                                 |                                 |                                 |  |  |                                              |                                              |                                              |                                              |                                              |                                              |  |  |                                                    |                                                    |                                                    |                                                    |                                                    |                                                    |  |  |                                                  |                                                  |                                                  |                                                  |                                                  |                                                  |  |  |                                               |                                               |                                               |                                               |                                               |                                               |  |  |                                                 |                                                 |                                                 |                                                 |                                                 |                                                 |  |  |                                                        |                                                        |                                                        |                                                        |                                                        |                                                        |  |  |  |  |  |  |  |  |  |  |  |  |  |  |  |  |  |  |  |  |  |  |  |  |  |  |
|                                 |                                 |                                 |                                 |                                 |                                 |  |  |                                              |                                              |                                              |                                              |                                              |                                              |  |  |                                                    |                                                    |                                                    |                                                    |                                                    |                                                    |  |  |                                                  |                                                  |                                                  |                                                  |                                                  |                                                  |  |  |                                               |                                               |                                               |                                               |                                               |                                               |  |  |                                                 |                                                 |                                                 |                                                 |                                                 |                                                 |  |  |                                                        |                                                        |                                                        |                                                        |                                                        |                                                        |  |  |  |  |  |  |  |  |  |  |  |  |  |  |  |  |  |  |  |  |  |  |  |  |  |  |
| (1) Antípatro heredero de Judea | (1) Antípatro heredero de Judea | (1) Antípatro heredero de Judea | (1) Antípatro heredero de Judea | (1) Antípatro heredero de Judea | (1) Antípatro heredero de Judea |  |  | (2) Alejandro I príncipe de Judea            | (2) Alejandro I príncipe de Judea            | (2) Alejandro I príncipe de Judea            | (2) Alejandro I príncipe de Judea            | (2) Alejandro I príncipe de Judea            | (2) Alejandro I príncipe de Judea            |  |  | (2) Aristóbulo IV príncipe de Judea                | (2) Aristóbulo IV príncipe de Judea                | (2) Aristóbulo IV príncipe de Judea                | (2) Aristóbulo IV príncipe de Judea                | (2) Aristóbulo IV príncipe de Judea                | (2) Aristóbulo IV príncipe de Judea                |  |  | (3) Herodes II Filipo príncipe de Judea          | (3) Herodes II Filipo príncipe de Judea          | (3) Herodes II Filipo príncipe de Judea          | (3) Herodes II Filipo príncipe de Judea          | (3) Herodes II Filipo príncipe de Judea          | (3) Herodes II Filipo príncipe de Judea          |  |  | (4) Herodes Arquelao etnarca de Judea, Idumea | (4) Herodes Arquelao etnarca de Judea, Idumea | (4) Herodes Arquelao etnarca de Judea, Idumea | (4) Herodes Arquelao etnarca de Judea, Idumea | (4) Herodes Arquelao etnarca de Judea, Idumea | (4) Herodes Arquelao etnarca de Judea, Idumea |  |  | (4) Herodes Antipas tetrarca de Galilea y Perea | (4) Herodes Antipas tetrarca de Galilea y Perea | (4) Herodes Antipas tetrarca de Galilea y Perea | (4) Herodes Antipas tetrarca de Galilea y Perea | (4) Herodes Antipas tetrarca de Galilea y Perea | (4) Herodes Antipas tetrarca de Galilea y Perea |  |  | (5) Herodes Filipo II Tetrarca de Iturea y Traconítide | (5) Herodes Filipo II Tetrarca de Iturea y Traconítide | (5) Herodes Filipo II Tetrarca de Iturea y Traconítide | (5) Herodes Filipo II Tetrarca de Iturea y Traconítide | (5) Herodes Filipo II Tetrarca de Iturea y Traconítide | (5) Herodes Filipo II Tetrarca de Iturea y Traconítide |  |  |  |  |  |  |  |  |  |  |  |  |  |  |  |  |  |  |  |  |  |  |  |  |  |  |
| (1) Antípatro heredero de Judea | (1) Antípatro heredero de Judea | (1) Antípatro heredero de Judea | (1) Antípatro heredero de Judea | (1) Antípatro heredero de Judea | (1) Antípatro heredero de Judea |  |  | (2) Alejandro I príncipe de Judea            | (2) Alejandro I príncipe de Judea            | (2) Alejandro I príncipe de Judea            | (2) Alejandro I príncipe de Judea            | (2) Alejandro I príncipe de Judea            | (2) Alejandro I príncipe de Judea            |  |  | (2) Aristóbulo IV príncipe de Judea                | (2) Aristóbulo IV príncipe de Judea                | (2) Aristóbulo IV príncipe de Judea                | (2) Aristóbulo IV príncipe de Judea                | (2) Aristóbulo IV príncipe de Judea                | (2) Aristóbulo IV príncipe de Judea                |  |  | (3) Herodes II Filipo príncipe de Judea          | (3) Herodes II Filipo príncipe de Judea          | (3) Herodes II Filipo príncipe de Judea          | (3) Herodes II Filipo príncipe de Judea          | (3) Herodes II Filipo príncipe de Judea          | (3) Herodes II Filipo príncipe de Judea          |  |  | (4) Herodes Arquelao etnarca de Judea, Idumea | (4) Herodes Arquelao etnarca de Judea, Idumea | (4) Herodes Arquelao etnarca de Judea, Idumea | (4) Herodes Arquelao etnarca de Judea, Idumea | (4) Herodes Arquelao etnarca de Judea, Idumea | (4) Herodes Arquelao etnarca de Judea, Idumea |  |  | (4) Herodes Antipas tetrarca de Galilea y Perea | (4) Herodes Antipas tetrarca de Galilea y Perea | (4) Herodes Antipas tetrarca de Galilea y Perea | (4) Herodes Antipas tetrarca de Galilea y Perea | (4) Herodes Antipas tetrarca de Galilea y Perea | (4) Herodes Antipas tetrarca de Galilea y Perea |  |  | (5) Herodes Filipo II Tetrarca de Iturea y Traconítide | (5) Herodes Filipo II Tetrarca de Iturea y Traconítide | (5) Herodes Filipo II Tetrarca de Iturea y Traconítide | (5) Herodes Filipo II Tetrarca de Iturea y Traconítide | (5) Herodes Filipo II Tetrarca de Iturea y Traconítide | (5) Herodes Filipo II Tetrarca de Iturea y Traconítide |  |  |  |  |  |  |  |  |  |  |  |  |  |  |  |  |  |  |  |  |  |  |  |  |  |  |
|                                 |                                 |                                 |                                 |                                 |                                 |  |  |                                              |                                              |                                              |                                              |                                              |                                              |  |  |                                                    |                                                    |                                                    |                                                    |                                                    |                                                    |  |  |                                                  |                                                  |                                                  |                                                  |                                                  |                                                  |  |  |                                               |                                               |                                               |                                               |                                               |                                               |  |  |                                                 |                                                 |                                                 |                                                 |                                                 |                                                 |  |  |                                                        |                                                        |                                                        |                                                        |                                                        |                                                        |  |  |  |  |  |  |  |  |  |  |  |  |  |  |  |  |  |  |  |  |  |  |  |  |  |  |
| Tigranes V de Armenia           | Tigranes V de Armenia           | Tigranes V de Armenia           | Tigranes V de Armenia           | Tigranes V de Armenia           | Tigranes V de Armenia           |  |  | Alejandro II príncipe de Judea               | Alejandro II príncipe de Judea               | Alejandro II príncipe de Judea               | Alejandro II príncipe de Judea               | Alejandro II príncipe de Judea               | Alejandro II príncipe de Judea               |  |  | Herodes Agripa I Rey de Judea                      | Herodes Agripa I Rey de Judea                      | Herodes Agripa I Rey de Judea                      | Herodes Agripa I Rey de Judea                      | Herodes Agripa I Rey de Judea                      | Herodes Agripa I Rey de Judea                      |  |  | Herodes V rey de Calcis                          | Herodes V rey de Calcis                          | Herodes V rey de Calcis                          | Herodes V rey de Calcis                          | Herodes V rey de Calcis                          | Herodes V rey de Calcis                          |  |  | Aristóbulo el Menor príncipe de Judea         | Aristóbulo el Menor príncipe de Judea         | Aristóbulo el Menor príncipe de Judea         | Aristóbulo el Menor príncipe de Judea         | Aristóbulo el Menor príncipe de Judea         | Aristóbulo el Menor príncipe de Judea         |  |  |                                                 |                                                 |                                                 |                                                 |                                                 |                                                 |  |  |                                                        |                                                        |                                                        |                                                        |                                                        |                                                        |  |  |  |  |  |  |  |  |  |  |  |  |  |  |  |  |  |  |  |  |  |  |  |  |  |  |
| Tigranes V de Armenia           | Tigranes V de Armenia           | Tigranes V de Armenia           | Tigranes V de Armenia           | Tigranes V de Armenia           | Tigranes V de Armenia           |  |  | Alejandro II príncipe de Judea               | Alejandro II príncipe de Judea               | Alejandro II príncipe de Judea               | Alejandro II príncipe de Judea               | Alejandro II príncipe de Judea               | Alejandro II príncipe de Judea               |  |  | Herodes Agripa I Rey de Judea                      | Herodes Agripa I Rey de Judea                      | Herodes Agripa I Rey de Judea                      | Herodes Agripa I Rey de Judea                      | Herodes Agripa I Rey de Judea                      | Herodes Agripa I Rey de Judea                      |  |  | Herodes V rey de Calcis                          | Herodes V rey de Calcis                          | Herodes V rey de Calcis                          | Herodes V rey de Calcis                          | Herodes V rey de Calcis                          | Herodes V rey de Calcis                          |  |  | Aristóbulo el Menor príncipe de Judea         | Aristóbulo el Menor príncipe de Judea         | Aristóbulo el Menor príncipe de Judea         | Aristóbulo el Menor príncipe de Judea         | Aristóbulo el Menor príncipe de Judea         | Aristóbulo el Menor príncipe de Judea         |  |  |                                                 |                                                 |                                                 |                                                 |                                                 |                                                 |  |  |                                                        |                                                        |                                                        |                                                        |                                                        |                                                        |  |  |  |  |  |  |  |  |  |  |  |  |  |  |  |  |  |  |  |  |  |  |  |  |  |  |
|                                 |                                 |                                 |                                 |                                 |                                 |  |  | Tigranes VI de Armenia                       | Tigranes VI de Armenia                       | Tigranes VI de Armenia                       | Tigranes VI de Armenia                       | Tigranes VI de Armenia                       | Tigranes VI de Armenia                       |  |  | Herodes Agripa II Rey de Judea                     | Herodes Agripa II Rey de Judea                     | Herodes Agripa II Rey de Judea                     | Herodes Agripa II Rey de Judea                     | Herodes Agripa II Rey de Judea                     | Herodes Agripa II Rey de Judea                     |  |  | Aristóbulo de Calcis rey de Calcis               | Aristóbulo de Calcis rey de Calcis               | Aristóbulo de Calcis rey de Calcis               | Aristóbulo de Calcis rey de Calcis               | Aristóbulo de Calcis rey de Calcis               | Aristóbulo de Calcis rey de Calcis               |  |  |                                               |                                               |                                               |                                               |                                               |                                               |  |  |                                                 |                                                 |                                                 |                                                 |                                                 |                                                 |  |  |                                                        |                                                        |                                                        |                                                        |                                                        |                                                        |  |  |  |  |  |  |  |  |  |  |  |  |  |  |  |  |  |  |  |  |  |  |  |  |  |  |
|                                 |                                 |                                 |                                 |                                 |                                 |  |  | Tigranes VI de Armenia                       | Tigranes VI de Armenia                       | Tigranes VI de Armenia                       | Tigranes VI de Armenia                       | Tigranes VI de Armenia                       | Tigranes VI de Armenia                       |  |  | Herodes Agripa II Rey de Judea                     | Herodes Agripa II Rey de Judea                     | Herodes Agripa II Rey de Judea                     | Herodes Agripa II Rey de Judea                     | Herodes Agripa II Rey de Judea                     | Herodes Agripa II Rey de Judea                     |  |  | Aristóbulo de Calcis rey de Calcis               | Aristóbulo de Calcis rey de Calcis               | Aristóbulo de Calcis rey de Calcis               | Aristóbulo de Calcis rey de Calcis               | Aristóbulo de Calcis rey de Calcis               | Aristóbulo de Calcis rey de Calcis               |  |  |                                               |                                               |                                               |                                               |                                               |                                               |  |  |                                                 |                                                 |                                                 |                                                 |                                                 |                                                 |  |  |                                                        |                                                        |                                                        |                                                        |                                                        |                                                        |  |  |  |  |  |  |  |  |  |  |  |  |  |  |  |  |  |  |  |  |  |  |  |  |  |  |
|                                 |                                 |                                 |                                 |                                 |                                 |  |  | Cayo Julio Alejandro Gobernador de Cilicia   |                                              |                                              |                                              |                                              |                                              |  |  |                                                    |                                                    |                                                    |                                                    |                                                    |                                                    |  |  |                                                  |                                                  |                                                  |                                                  |                                                  |                                                  |  |  |                                               |                                               |                                               |                                               |                                               |                                               |  |  |                                                 |                                                 |                                                 |                                                 |                                                 |                                                 |  |  |                                                        |                                                        |                                                        |                                                        |                                                        |                                                        |  |  |  |  |  |  |  |  |  |  |  |  |  |  |  |  |  |  |  |  |  |  |  |  |  |  |
|                                 |                                 |                                 |                                 |                                 |                                 |  |  |                                              |                                              |                                              |                                              |                                              |                                              |  |  |                                                    |                                                    |                                                    |                                                    |                                                    |                                                    |  |  |                                                  |                                                  |                                                  |                                                  |                                                  |                                                  |  |  |                                               |                                               |                                               |                                               |                                               |                                               |  |  |                                                 |                                                 |                                                 |                                                 |                                                 |                                                 |  |  |                                                        |                                                        |                                                        |                                                        |                                                        |                                                        |  |  |  |  |  |  |  |  |  |  |  |  |  |  |  |  |  |  |  |  |  |  |  |  |  |  |
|                                 |                                 |                                 |                                 |                                 |                                 |  |  |                                              |                                              |                                              |                                              |                                              |                                              |  |  |                                                    |                                                    |                                                    |                                                    |                                                    |                                                    |  |  |                                                  |                                                  |                                                  |                                                  |                                                  |                                                  |  |  |                                               |                                               |                                               |                                               |                                               |                                               |  |  |                                                 |                                                 |                                                 |                                                 |                                                 |                                                 |  |  |                                                        |                                                        |                                                        |                                                        |                                                        |                                                        |  |  |  |  |  |  |  |  |  |  |  |  |  |  |  |  |  |  |  |  |  |  |  |  |  |  |
|                                 |                                 |                                 |                                 |                                 |                                 |  |  | Cayo Julio Agripa cuestor de Asia            | Cayo Julio Agripa cuestor de Asia            | Cayo Julio Agripa cuestor de Asia            | Cayo Julio Agripa cuestor de Asia            | Cayo Julio Agripa cuestor de Asia            | Cayo Julio Agripa cuestor de Asia            |  |  | Cayo Julio Alejandro Bereniciano procónsul de Asia | Cayo Julio Alejandro Bereniciano procónsul de Asia | Cayo Julio Alejandro Bereniciano procónsul de Asia | Cayo Julio Alejandro Bereniciano procónsul de Asia | Cayo Julio Alejandro Bereniciano procónsul de Asia | Cayo Julio Alejandro Bereniciano procónsul de Asia |  |  |                                                  |                                                  |                                                  |                                                  |                                                  |                                                  |  |  |                                               |                                               |                                               |                                               |                                               |                                               |  |  |                                                 |                                                 |                                                 |                                                 |                                                 |                                                 |  |  |                                                        |                                                        |                                                        |                                                        |                                                        |                                                        |  |  |  |  |  |  |  |  |  |  |  |  |  |  |  |  |  |  |  |  |  |  |  |  |  |  |
|                                 |                                 |                                 |                                 |                                 |                                 |  |  | Cayo Julio Agripa cuestor de Asia            | Cayo Julio Agripa cuestor de Asia            | Cayo Julio Agripa cuestor de Asia            | Cayo Julio Agripa cuestor de Asia            | Cayo Julio Agripa cuestor de Asia            | Cayo Julio Agripa cuestor de Asia            |  |  | Cayo Julio Alejandro Bereniciano procónsul de Asia | Cayo Julio Alejandro Bereniciano procónsul de Asia | Cayo Julio Alejandro Bereniciano procónsul de Asia | Cayo Julio Alejandro Bereniciano procónsul de Asia | Cayo Julio Alejandro Bereniciano procónsul de Asia | Cayo Julio Alejandro Bereniciano procónsul de Asia |  |  |                                                  |                                                  |                                                  |                                                  |                                                  |                                                  |  |  |                                               |                                               |                                               |                                               |                                               |                                               |  |  |                                                 |                                                 |                                                 |                                                 |                                                 |                                                 |  |  |                                                        |                                                        |                                                        |                                                        |                                                        |                                                        |  |  |  |  |  |  |  |  |  |  |  |  |  |  |  |  |  |  |  |  |  |  |  |  |  |  |
|                                 |                                 |                                 |                                 |                                 |                                 |  |  | Lucio Julio Gainio Fabio Agrippa gimnasiarca |                                              |                                              |                                              |                                              |                                              |  |  |                                                    |                                                    |                                                    |                                                    |                                                    |                                                    |  |  |                                                  |                                                  |                                                  |                                                  |                                                  |                                                  |  |  |                                               |                                               |                                               |                                               |                                               |                                               |  |  |                                                 |                                                 |                                                 |                                                 |                                                 |                                                 |  |  |                                                        |                                                        |                                                        |                                                        |                                                        |                                                        |  |  |  |  |  |  |  |  |  |  |  |  |  |  |  |  |  |  |  |  |  |  |  |  |  |  |